# Resolució 1404 del Consell de Seguretat de les Nacions Unides
La Resolució 1404 del Consell de Seguretat de les Nacions Unides, adoptada per unanimitat el 18 d'abril de 2002 després de reafirmar la resolució 864 (1993) i totes les resolucions posteriors sobre Angola, en especial la 1127 (1997), 1173 (1998), 1237 (1999), 1295 (2000), 1336 (2001), 1348 (2001) i 1374 (2002) el Consell va ampliar el mecanisme de vigilància de les sancions contra UNITA fins 19 d'octubre de 2002.
El Consell de Seguretat va expressar la seva preocupació pels efectes de la guerra civil sobre la situació humanitària, determinant que la situació continuava sent una amenaça per a la pau i la seguretat internacionals. Va donar la benvinguda a l'acord d'alto el foc el 4 d'abril de 2002 i va declarar que el mecanisme de vigilància estaria vigent en la mesura que calgués. Actuant segons el Capítol VII de la Carta de les Nacions Unides, el Consell va ampliar el mecanisme de vigilància per un període addicional de sis mesos i li va demanar que informés periòdicament al Comitè establert a la Resolució 864 amb un informe addicional abans del 15 d'octubre de 2002. El president de la Comissió havia de presentar el informe abans del 19 d'octubre de 2002 al Consell.
Es va demanar al secretari general Kofi Annan que nomenés quatre experts per servir en el mecanisme de control i fer acords financers a aquest efecte. Finalment, tots els països van ser convidats a cooperar amb el mecanisme durant el curs del mandat.